# 蝸牛球
蝸牛球，英文snail ball, 為一內腔含有黏滯性流體之中空球殼，因能於斜坡上緩慢滾下而得其名。蝸牛球為一種科學教具，可以演示重心和流體黏滯性的科學原理。

## 實驗效果

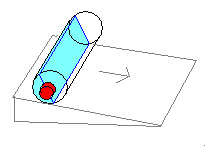
較簡易的蝸牛球 - 蝸牛瓶

蝸牛球或蝸牛瓶，可以從斜坡上以非常低的速度緩緩滾下，或呈現漸歇性滾動，若坡度夠大或速度條件許可時，則恢復正常球體之滾動狀態。

## 裝置架構
空球殼之取得較不易，而簡易的一維蝸牛瓶使用瓶子即可達成，將膠水裝入瓶中約1/3至1/2滿後將瓶蓋蓋上,或直接使用圓柱型膠水瓶,瓶內留剩約1/3至1/2滿後橫放於斜坡上即可完成裝置架構。

## 操作方法和運作原理
調整斜坡坡度，使蝸牛瓶延斜坡滾下能夠呈現緩慢或間歇性之滾動運動，若坡度較大而速度較快時，緩慢或間歇之滾動將成為正常的加速滾動。緩慢滾動之成因是因為瓶內的高黏滯性流體會於旋轉使瓶子整體的重心移動至瓶子與斜坡之接觸點正上方而使轉矩消失所致，而滾動之速度取決於黏滯性流體使重心轉移之速度，間歇性滾動之成因是因為瓶子之動能和重心位置之搖晃平衡現象而看似漸歇。當旋轉速度較高且黏滯性流體於瓶內分佈較均勻時，整體動能會比重心之最大位能還高，即會形成連續滾落之現象。

## 外部連結
蝸牛球